# Derrick (Bequia)
Derrick ist ein Ort auf der Insel Bequia, die zum Staat St. Vincent und die Grenadinen gehört. Der Ort liegt im Westen der Insel.